# Autoroute Transsumatranaise

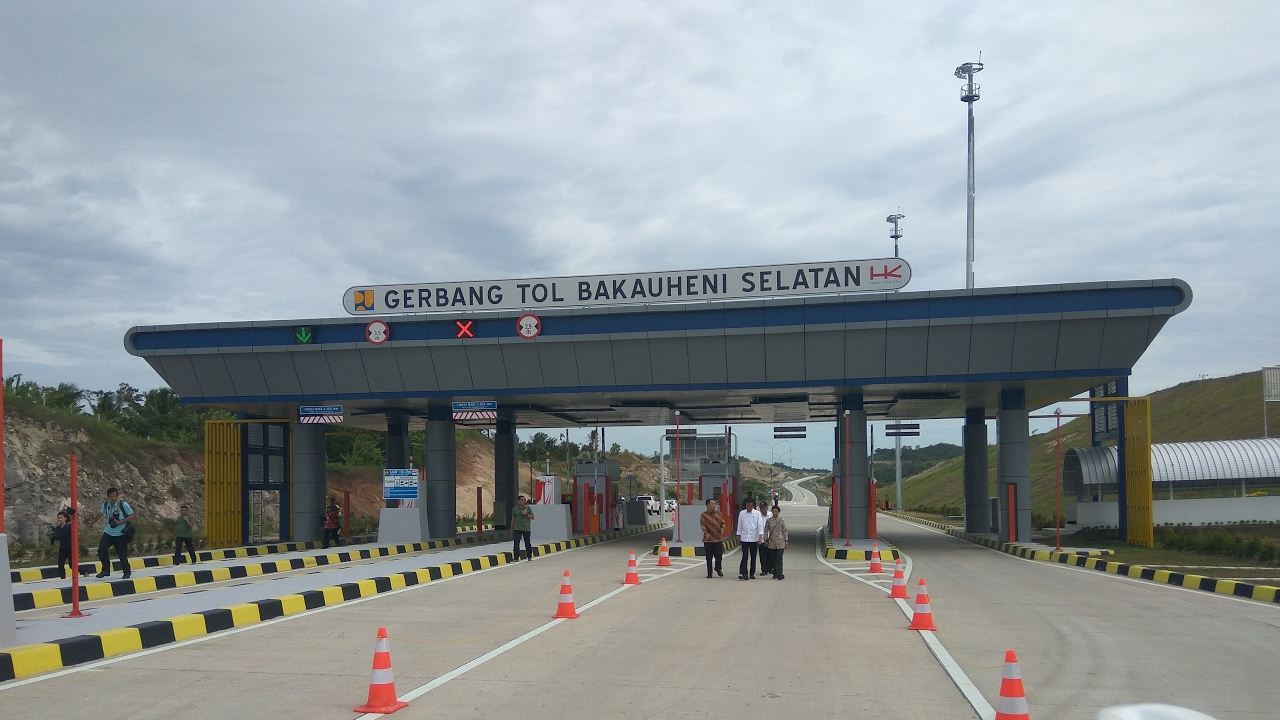
Portique de péage de l'autoroute Transsumatranaise à Bakauheni, Lampung

Ne doit pas être confondu avec Route transsumatranaise.
L'autoroute Transsumatranaise est un projet d'autoroute qui traversera l'île indonésienne de Sumatra de Banda Aceh, dans la province d'Aceh, à la pointe nord de l'île, à Bandar Lampung, dans la province de Lampung, sur la côte sud. Sa longueur totale sera de quelque 2 700 kilomètres. Elle fait partie des priorités du gouvernement indonésien dans son programme de développement des infrastructures du pays. Sa construction a été inaugurée par le président Joko Widodo le 30 avril 2015. Lors de l'inauguration du tronçon Bakauheni-Teranggi Besar en mars 2019, le président Joko Widodo a déclaré que l'autoroute devrait être achevée en 2024.
L'autoroute fera partie de la route AH25 du réseau routier asiatique.
Il ne faut toutefois pas la confondre avec la route transsumatranaise.